# エリスロスクス科
エリスロスクス科（エリスロスクスか、学名：Erythrosuchidae）は、前期三畳紀オレネキアンから中期三畳紀アニシアンまで生息していた主竜形類の基部系統の大型の肉食動物の科である。

## 命名
エリスロスクス科は、1917 年にデービッド・M・S・ワトソンによって命名された。 

## 食性
同時代のカンネメイリア科のディキノドン類は、間違いなくエリスロスクス科の餌食の多くを占めていた。しかし、エリスロスクス科はカンネメイリア科よりも早い時期の化石記録に現れるため、他の動物も食べていたと仮定する必要がある。